# نورامارگ
نورامارگ (به ارمنی: Նորամարգ) یک شهر در ارمنستان است که در استان آرارات واقع شده‌است. نورامارگ در ۲۲ کیلومتری شمال غرب آرتاشات، مرکز استان آرارات واقع شده‌است.

## خصوصیات
نورامارگ ۱٬۹۶۷ نفر جمعیت دارد و در ارتفاع متر بالاتر از سطح دریا قرار گرفته‌است.
| سال   | ۱۹۸۹ | ۲۰۰۱ | ۲۰۰۴ | ۲۰۱۱ |
| جمعیت | ۲۷۸۴ | ۲۰۰۳ | ۲۰۰۰ | ۲۰۶۹ |